# Mi Fu
Mi Fu (chinois : 米芾 ; pinyin : mǐ fú) ou Mi Fou ou Mi Fei, également nommé fú (黻), surnom : Yuanzhang (元章), noms de pinceau : Mi Nangong (米南宮), Xiangyang Manshi (襄陽漫士), Haiyue Waishi (海岳外史), Lumen Jushi (鹿門居士), né en 1051 à Xiangyang (province de Hubei), mort en 1107 à Huaiyang (province du Jiangxi), fut un peintre chinois du XIe siècle.
Célèbre lettré, calligraphe, peintre et esthète, Mi Fu est une de ces personnalités qui ont non seulement exercé sur l'évolution de la peinture chinoise une influence fondamentale, mais plus généralement, ont contribué à modeler les goûts de l'honnête homme chinois. L'importance de son rôle est sans commune mesure avec son œuvre peinte proprement dite. Esprit clairvoyant, passionné et tenace, il apporte une nouvelle esthétique et se fait le porte-parole flamboyant d'une conception nouvelle de l'activité picturale, à partir de laquelle se développera ultérieurement la peinture des lettrés, le Wenren hua. Le bouddhisme qu'il aurait rencontré dans sa jeunesse au contact d'un adepte du chan l'a conduit, dans ses dernières années, à étudier le chan à une période qui correspond à son activité de peintre. Son œuvre picturale date uniquement des sept dernières années de sa vie.

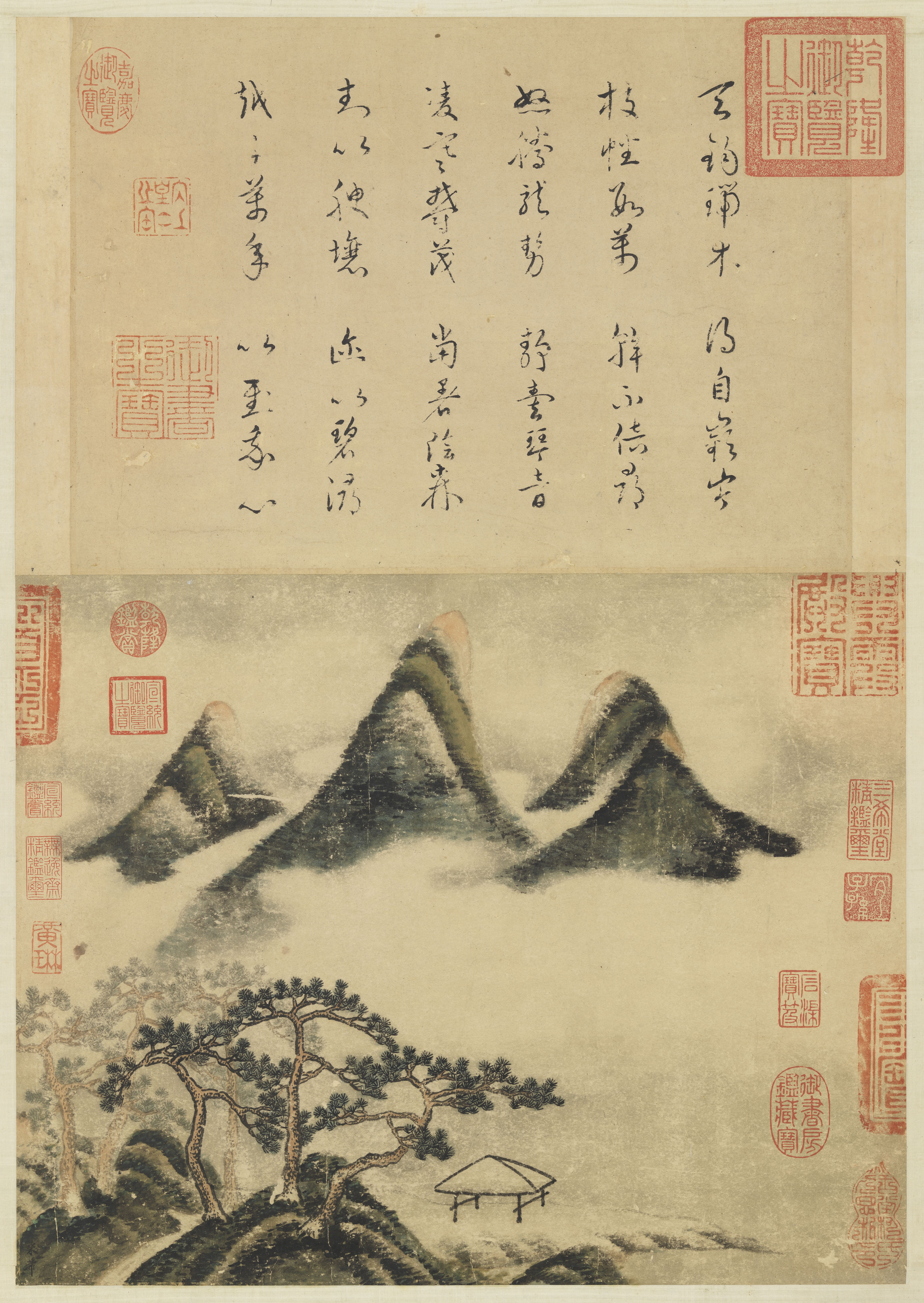
Les montagnes et les pins au printemps. Anciennement attribué à Mi Fu. Encre et couleurs sur papier. Musée national du palais, Taipei

## Sa vie

### Le personnage historique
Mi Fu naît en 1051 d'une famille de militaires depuis cinq générations, et son père, Mi Zuo, montre déjà un goût certain pour les travaux de l'esprit et ne reste pas indifférent à l'effervescence d'un siècle prospère en pleine mutation. Au IXe siècle, l'esthétique lettrée prend conscience de ses fins et Mi Fu se fait son interprète en rappelant qu'en peinture, la pensée créatrice se réalise et s'accomplit à un niveau transcendant, que l'art est affirmation d'un irréductible qui se cherche et qui se veut.
En faisant, par son génie divers, de sa personnalité et de sa vie même une œuvre d'art, il incarne l'image éloquente et idéale du peintre lettré. Li Longmian admirait chez Mi Fu l'œil et le génie, lequel de son côté, malgré ses restrictions, lui rendait hommage :  «Quand des hommes extraordinaires et des choses exceptionnelles sont en conjonction, il est donné au monde un modèle d'humanité».
Mi Fu doit son admission dans le fonctionnariat et ses entrées à la cour grâce à sa mère, dame Yen, qui a appartenu à la suite de l'impératrice. Animé d'un désir profond  d'indépendance, comblé de tous les dons, il fait toujours passer l'intégrité de son originalité avant toute considération carriériste, ce qui explique pourquoi il n'a jamais occupé que des postes subalternes et n'obtient dans ce domaine, que de brefs et tardifs succès. À tout cela il préfère les joies de l'esprit et de l'amitié et fréquente les personnages les plus grands et les plus influents de son temps, Su Dongpo (1036-1101), Huang Tingjian (1047-1105), Li Longmian (1040-1106), Wang Anshi (1021-1086).
Mi Fu apprécie Dong Yuan et Juran d'autant mieux  qu'il a, des terres du sud, une connaissance intime. Né à Xiangyang, sur le territoire de l'ancien royaume de Chu, il est envoyé jeune dans le sud avec de modestes fonctions. Il semble que les aspérités de son caractère, lui valent certains mécomptes. Il a à peine plus de 30 ans quand il décide de recouvrer quelque liberté. Pendant 9 ans il vit à sa guise. Il aime le pays du fleuve Bleu, il se déplace en bateau et il répugne de se séparer  des chefs-d'œuvre de sa collection personnelle. Quand passait ce bateau, porteur d'autographes et de peintures sans prix, les amateurs et les connaisseurs le saluaient.
Convaincu de sa valeur personnelle, il ne prend conseil que de lui-même et se croit l'égal des plus grands, poussant volontiers jusqu'à l'arrogance une insolence trop subtile pour n'être pas préméditée. Son talent, semble-t-il, fait toujours pardonner cet incorrigible excentrique qui n'en connaît pas moins certaines des servitudes et des amertumes de la vie officielle. Il sert dans les provinces méridionales du Guangdong, du Guangxi, du Hunan, du Zhejiang, du Anhui et du Jiangsu, avec un intermède sous le règne de l'empereur Huizong, en 1103, comme «maître au vaste savoir» (taichang boshi) à la cour des sacrifices impériaux.  À cette occasion, il a accès aux collections impériales, avant d'être nommé, l'année suivante, «maître au vaste savoir» des deux écoles impériales de calligraphie et de peinture
À ce titre, il participe au grand inventaire des richesses artistiques de l'Empire, le Xuanhe yulan ou l'examen impérial de l'ère Xuanhe. S'il est, par deux fois, démis de ses fonctions, ses bizarreries mêmes le tiennent à l'écart du monde périlleux de la politique et, bien qu'elles lui interdisent tout avancement conséquent, elles lui assurent du moins une certaine immunité. De son propre mariage, naissent treize enfants. Sur ses cinq fils quatre meurent prématurément mais le cinquième, Mi Youren (1086-1165) est son plus illustre disciple. Il a été aussi le père de huit filles.
Telle est la carrière de ce lettré passionné d'art dont le goût pour les loisirs de l'esprit paraît s'être manifesté très tôt: à six ans, il apprend par cœur cent poèmes par jour. Plus tard, conduit par ses fonctions à de fréquents déplacements, il visite les plus beaux sites d'une terre qui lui est chère, ne manquant jamais, là où il passe, d'accroître sa connaissance de l'art, de découvrir quelque autographe, quelque peinture ou autre objet rare dont il prend note ou dont il fait la matière d'un poème ou d'une peinture.
Il reprend sa vie de fonctionnaire quand Huizong monte sur le trône. L'empereur l'admire. En 1104, l'empereur, désireux de donner à l'enseignement des beaux-arts un statut officiel, crée les deux écoles de calligraphie et de peinture. Il désigne Mi Fu pour la charge de «maître au vaste savoir» auprès du nouvel organisme. Mais ce génial extravagant ne sait pas se maintenir à la cour. Quand la maladie le surprend alors qu'il administrait une commanderie militaire au Jiangnan, il quitte ses fonctions et meurt en 1107 dans la paix et la dignité.

### Le personnage légendaire et excentrique
Son intransigeante dévotion aux valeurs esthétiques apparaît bien être la clé de son génie, le principe unificateur de son activité multiforme comme écrivain et poète, comme collectionneur, comme critique et expert, comme calligraphe et peintre. Ses excentricités, qui fournissent matière à d'innombrables récits anecdotiques, nous éclairent quelque peu. Animé d'une obsession pathologique de la propreté, il cherche à retrouver le souffle vigoureux des grandes heures de l'art chinois et affiche son admiration pour le passé en se singularisant par une mise surannée et en se vêtant à la mode des Tang (618-907). Avec ses longues manches et sa large ceinture, il marque ainsi les distances qu'il entend prendre à l'endroit de son siècle.
Nouvellement arrivé, un jour, au poste de province auquel il vient d'être affecté, il va, avant toute chose, et revêtu de sa robe de cérémonie, saluer une pierre de forme étrange, en l'appelant frère aîné, incongruité qui lui vaut des sanctions administratives, pourvue qu'elle est d'un léger parfum de sacrilège. Mi Fu, cependant assume son geste et le commémore même dans une peinture, lui donnant par là valeur d'exemple. Les rocailles contournées sont en effet dans l'esthétique chinoise les fruits de la création universelle et le miroir de son énergie et de ses rythmes. Par son geste spectaculaire, Mi Fu traduit donc un ordre hiérarchique différent où les relations de l'homme avec le monde l'emporte sur l'artifice des conventions sociales.

### Le bouddhisme dans la vie de Mi Fu
Dans la mesure où son œuvre peinte coïncide avec la période pendant laquelle il étudia le chan, à la fin de sa vie, il n'est pas négligeable de prendre en considération le fait rapporté par Ts'ai Tchao : "Il s'est promené dans sa jeunesse avec un adepte du chan, nommé Mo-kie. [Mo]-kie considérait que le fait de se convertir au bouddhisme permettait d'affronter la mort sans trembler."
Mi Fu a aussi composé une importante notice funéraire (dans les Biographies des trente-deux patriarches.) dédiée à la mémoire du maître de Dhyana T'ien Yi-houai, bonze de l'époque des Song du Nord. Nicole Vandier-Nicolas souligne l'importance considérable du bouddhisme dans son œuvre.
En termes de pratique picturale - pour autant qu'on puisse s'en faire une idée d'après les peintures qui lui sont attribuées ("copies", plus ou moins interprétées, ou variantes traitées dans un style apparenté) - la comparaison avec son maître, Dong Yuan, montre dans les paysages de Mi Fu (et son fils Mi Youren) un progrès vers l'évanescence, où tout superflu est effacé dans une démarche qui procède, comme les mystiques, par effacement. Et le refus ascétique de la surabondance des détails qui font le charme des paysages de Dong Yuan aboutit à une peinture qui se concentre sur la suggestion de l'essentiel. C'est ce que retiendront les peintres lettrés ultérieurs.
Cette pratique ascétique de la peinture et de la calligraphie est à rapprocher de celle, plus radicale encore, de Liang Kai (actif à la fin du XIIe et au début du XIIIe siècle), lié comme Mi Fu au monde de la cour et à celui des moines. Tous deux pratiquèrent l'« encre éclaboussée »; seule cette technique est jugée apte à transcrire le sens (xieyi) des choses. Quant à Ni Zan (1301-1374), autre peintre lettré de premier plan à avoir utilisé le style épuré, mais ici avec un lavis très sec, il est connu pour avoir mené l'existence pauvre et vagabonde des errants taoïstes.

## Son œuvre

### L'esthète collectionneur. L'œuvre littéraire
On imagine Mi Fu, grand connaisseur d'art, déroulant avec respect un paysage de Dong Yuan. À travers la peinture, il retrouve la douceur des terres où il s'est fait aménager un ermitage.
En ce qui concerne son œuvre écrite, son principal recueil en prose et en vers, le Shan lin ji, a malheureusement disparu. Pour ce qui est de la critique et de la théorie esthétique, il laisse par contre deux ouvrages, le Huashi consacré à la peinture et le Shushi consacré à la calligraphie. Ce faisant, il inaugure un genre nouveau, les Notes de collectionneur, qui constitue bientôt toute une branche de la littérature esthétique. On peut ajouter le Haiyue tiba, qui groupe des colophons et inscriptions consacrés à divers autographes et peintures, le Haiyue mingyan, Mots célèbres de Haiyue, rassemblant certains jugements portés par lui, le Yanshi, Histoire de l'encrier, texte bref en un chapitre, le Pingzhi tie ou Shizhi shuo, propos sur dix sortes de papier.
Collectionneur acharné, capable à l'occasion de faire des faux ou de voler pour satisfaire sa passion, il recherche toujours l'objet pour ce qu'il est, en dehors de toutes préoccupations d'école mais dans l'intimité quasi mystique. Son esprit critique pénétrant s'appuie sur une fantastique  érudition, tandis que ses jugements de valeur, relevant de critères très personnels et exigeants, tombent parfois dans l'excès et l'intransigeance  partisane, puisque là comme ailleurs, il fait preuve d'une arrogance cassante et péremptoire propre à la mission dont il s'est investi : celle de serviteur et de défenseur d'un absolu esthétique qui ne tolère aucun compromis.
Il n'est pas impossible que, dès l'époque des Song du nord, Mi Fu, ait éprouvé des réticences analogues à l'égard des peintres du nord qu'il évite de citer dans son Huashi (histoire de la peinture).
En certaines occasions, Mi Fu dépasse les limites de la correction dans ses discussions dont l'une à l'égard de Li Longmian qui ne parvenait pas à se libérer de l'influence de Wu Daozi. Il rejette avec véhémence l'art académique dérivé de Huang Quan (Xe siècle), qu'il mentionne à peine Li Sixun (651-716) et il garde ses distances à l'égard des grands paysagistes nordistes du Xe siècle tels Guan Tong, Fan Kuan et Li Sheng. Rejetant toute virtuosité technique, toutes habiletés apprises, il estime avant tout le naturel, la naïveté et la spontanéité et prône la simplicité d'un Dong Yuan et d'un Juran, hommes du sud. Mi Fu est lui-même un homme du sud, d'où sa communion intime avec l'aménité des paysages méridionaux, noyés dans la brume.
Les dires de Mi Fu semblent confirmer la parenté stylistique de Li Sheng avec Li Sixun. Il décrit dans son Huashi un paysage lui ayant appartenu (une œuvre fine, belle et brillante) peinte par Li Sheng. Mi Fu la céda à un ami, Liu Jing, qui effaça le nom de l'auteur et inscrivit celui de Li Sixun. Mi Fu dans son Huashi note que les paysages peints en couleurs au Japon étaient attribués à Li Sixun. Le Yamato-e trouve ainsi en Chine ses origines.
Mi Fu pensait que Li Sheng avait beaucoup d'imitateurs. Imités par des peintres sans génie, les traits d'une grande œuvre peuvent se durcir et perdre toute spontanéité. Pour Mi Fu, les paysages de Li Sheng semblent appartenir au rêve. De nouveau selon lui, on attribuait souvent à Wang Wei des paysages de neige peints par des artistes du Jiangnan. Un seul homme ne pouvait être l'auteur d'un si grand nombre de peintures. Le vieux Mi est assez critique au sujet de toutes ces œuvres faites dans la manière « gravée » (c'est-à-dire dans un style aux traits durs).
Mi Fu admirait chez Dong Yuan « l'ingénuité, le naturel », cette qualité de simplicité qui est expression de la vérité. Pour lui, la vérité des choses se révèle dans l'idée que l'artiste se fait d'elle. L'idée, c'est dans l'esprit qu'elle se forme, et c'est portée par le mouvement de l'esprit qu'elle s'impose au pinceau. Pour transcrire l'élan spontané de l'idée, Mi Fu « jouait avec l'encre ». Il tenait cette pratique des calligraphes qu'il avait pris pour maîtres.

### Le peintre
Mi Fu renoue donc, dans sa peinture de paysage, avec les deux maîtres précités, Dong Yuan et Juran, réinterprétant toutefois leur art d'une manière originale. Il s'agit pour lui de simplifier, d'alléger, d'éliminer toute tournure spécifiquement picturale pour en faire une pure écriture et réduire la peinture à un jeu d'encre, sur lequel les exigences de la figuration réaliste ne sont que de peu de poids. La réalité n'est qu'un prétexte à l'extériorisation d'élans intérieurs et rien ne doit venir alourdir et brouiller sur le papier cette «empreinte du cœur» instantanée et immédiate, qui est désormais l'objet unique de l'œuvre peinte. La valeur de cette dernière ne tient qu'à la qualité spirituelle de son inspiration, émanant elle-même, dans sa spontanéité ponctuelle, de l'être esthétique.
En matière d'art, écrit Mi Fu, il n'est point de création qui ne trouve son ressort dans l'intimité de l'esprit ; une écriture, une peinture, c'est une pensée qui s'incorpore à la soie ou au papier. Tout l'homme passe dans son écriture peinte ou dans sa peinture écrite : les ressauts d'une humeur difficile, les attitudes innées ou acquises, le souci d'échapper aux chemins tracés, jusqu'à transmettre le rythme d'un vouloir profond.
Le registre de Mi Fu est étroit et semble se limiter aux vues de montagnes embrumées. Techniquement parlant, sa principale innovation, les points à la manière de Mi, est une abréviation audacieuse des procédés d’exécution, qui remplace les contours tracés par de larges touches d'encre, servant indifféremment à jeter la silhouette d'une montagne ou le flou d'un feuillage, et laissant le soin aux harmonies à contretemps d'exprimer les exigences d'une nature difficile et d'une vie quintessenciée.
Mi Fu ne se met à peindre qu'à la fin de sa vie ; le témoignage du Huashi est formel sur ce point : son œuvre picturale date complètement des sept dernières années de sa vie. Il produit donc assez peu et, soixante ans après sa mort, un critique constate déjà que ses peintures se font rarissimes. Il ne subsiste aujourd'hui aucun original et son art n'est connu que par l'intermédiaire de son fils Mi Youren.
Au XIe siècle, Mi Fu prône déjà la valeur de la simplicité antique. En opposition avec Li Longmian que l'influence de Wu Daozi a toujours dominé, Mi Fu a choisi la noble antiquité d'un Gu Kaizhi. Il poursuit la recherche de l'archaïsme jusqu'à s'habiller à la mode des Tang. Rappelons-le, Mi Fu fait partie du groupe des indépendants de par ses attitudes et ses comportements. En outre, l'appartenance à une élite sociale obligeait les peintres lettrés au respect de certaines  convenances. Le Huaji (1167), ouvrage traitant de la peinture sous les Song, confirme l'importance accordée, à l'époque, au statut social. L'empereur Huizong figure seul dans la première section et la deuxième est réservée aux princes de sang. Les notices consacrées aux hauts fonctionnaires qualifiés par leur sagesse et leur talent sont groupés dans une troisième section. Mi Fu appartient à cette catégorie.
Mi n'exerce pas une influence directe importante sur la pratique picturale des artistes ultérieurs, exception faite des points à la manière de Mi, bientôt devenus clichés. Sa véritable influence s'exerce sur les attitudes esthétiques et, à partir de la dynastie Yuan, son appréhension du monde prend, aux yeux des lettrés, valeur d'exemplarité. Mais ces valeurs sont rejetées par la cour.  Au XVIIe siècle les peintres excentriques se réclameront de son héritage.
- La pratique picturale de Mi Fu a été décrite par des auteurs qui avaient pu faire ces observations par eux-mêmes ou en s'appuyant sur ce qu'on en disait. Ainsi il aurait toujours peint exclusivement sur papier, celui-ci n'étant ni préparé à la gomme ni préparé à l'alun, et il n'a jamais peint sur soie ou exécuté de peinture murale. Il n'utilisait pas nécessairement de pinceau, parfois il aurait utilisé du papier enroulé ou un morceau de canne à sucre après que le jus en ait été extrait, ou encore le calice d'un lotus[34].

### Le calligraphe
Si sa production picturale est celle d'un esthète cultivé et d'un amateur éclairé, sa production calligraphique est considérable et joue un rôle essentiel dans son œuvre. Il est considéré, avec Su Dongpo, Huang Tingjian et Cai Xiang comme l'un des quatre grands calligraphes de son temps.
Ses œuvres dans ce domaine se caractérisent par trois qualités majeures : liberté, légèreté et fluidité. Influencé par Wang Xizhi, Wang Xianzhi et Yan Zhenqing dont il imite le style dans sa jeunesse, il le critique ensuite pour sa vulgarité et son absence de liberté. Comme Su Dongpo et Huang Tingjian, il compare la calligraphie avec un jeu : « La pratique de la calligraphie étant un jeu, il n'est pas nécessaire de rechercher la régularité. L'important est de se satisfaire. En déposant le pinceau, on a accompli un jeu. ».

## Réception en Occident
Parmi les poèmes chinois traduits en anglais par Herbert Allen Giles (en), certains étaient de Fou Mi. En 1908, Amoureux séparés a été mis en musique, ainsi que d'autres poèmes d'autres auteurs chinois, par Albert Roussel (Deux poèmes chinois, opus XII) sur les paroles qu'Henri-Pierre Roché a tiré de cette traduction anglaise.
"Vous, nuages, sur vos fortes poitrines, emportez-moi
Vents, soyez mes chevaux et galopez!"

Les nuages du ciel n'écoutent pas la voix,
La brise changeante s'élève et retombe,

### Le succès de l'artiste excentrique
Yolaine Escande souligne que l'Occident, depuis un point de vue où les valeurs modernes de l'art (individualisme, expression) sont essentielles, a commencé à se passionner pour les artistes chinois excentriques avant de s'intéresser à ce que les Chinois, eux-mêmes, considèrent comme l'essentiel de l'art en Chine, à savoir l'art orthodoxe. En s'appuyant sur cette vision partielle, sinon partiale, et ne se référant pas aux fonctions de l'art en Chine, les chercheurs occidentaux en sont venus à accepter immédiatement certaines dimensions comme la fadeur [ou le geste expressif de l'artiste excentrique], servant ainsi à établir le mythe des lettrés au-dessus des considérations matérielles et des contraintes sociales en les assimilant à des sages. Mi Fu fait partie de ce groupe d'artistes excentriques qui ont ainsi sollicité les premiers chercheurs, dont Nicole Vandier-Nicolas et François Cheng en France. Leur travail répondait avec précision à l'engouement pour une certaine idée très schématique, voire faussée, des artistes excentriques pour la génération des artistes occidentaux de l'expressionnisme abstrait, européen et américain, et en particulier au sein de l'École de New York.
Pour échapper à ces mythes un regard intégrant la complexité est nécessaire selon Yolaine Escande. En ce qui concerne Mi Fu, Yolaine Escande indique ainsi la nature subtile de ses valeurs à propos de la hiérarchie des thèmes en peinture. Il place au plus haut rang les peintures de scènes bouddhiques parce qu'elles servent à l'édification. En cela, il suit la hiérarchie des thèmes qui ont eu cours jusqu'à la dynastie des Song. « Puis viennent les paysages (shanshui), sources de délices inépuisables : les vues de brumes et de nuages sont particulièrement belles. Viennent ensuite les bambous et les pierres ». Car, dit-il en substance, la ressemblance suffit pour la peinture de personnages, d'animaux et de d'objets, mais il est nécessaire de faire appel au pouvoir créateur du cœur-esprit (pour réaliser un paysage) et on n'est plus au même niveau (dans la hiérarchie des thèmes picturaux).
Le mythe de la réalisation spontanée concerne aussi Mi Fu. Un théoricien orthodoxe considère « [qu']à partir du moment où Mi Fu a étudié Wang Xia [qui lança la pratique de l'encre éclaboussée] sans parvenir à saisir son esprit et où Ni Zan…toute une génération émergea qui prisait la maladresse et la rapidité ». Mais cette spontanéité peut naître après des jours, voire des semaines de « rumination », et après de nombreux essais qui ont pour but de faire disparaître toute trace de labeur. Ce qui nourrit ensuite le mythe du lettré qui s'exprimerait spontanément, sans travail. De même les films de Hans Namuth représentant Jackson Pollock au travail, ont été « fabriqués » avec l'artiste jouant son propre rôle de l'artiste de la spontanéité, alors qu'au quotidien son travail était bien plus long, hésitant et complexe, fondé précisément sur l'effacement.

## Musées
- New Haven (Université Yale):

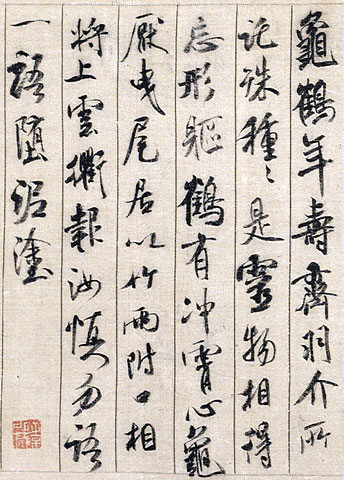

  - Paysage de rivière et d'arbres dans la brume, rouleau en longueur signé, colophon de l'artiste daté 1104, autres inscriptions, attribution.
- Pékin (Mus. du Palais):
  - Montagnes dans les nuages, attribution, colophon du peintre.
- Taipei (Nat. Palace Mus.):
  - Pins et montagnes au printemps, rouleau en hauteur, encre et couleurs sur papier, signature et sceau de l'artiste, attribution.
- Washington DC (Freer Gallery of Art):
  - Collines couvertes d'herbe apparaissant dans les nuages, encre sur soie, attribution.
  - Vallée de rivière dans les montagnes, encre sur papier, attribution.

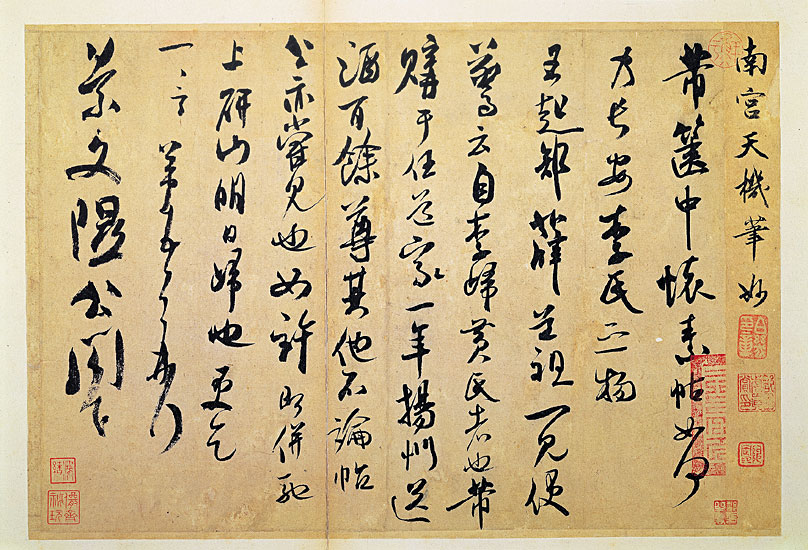
Lettre à Jing Wen
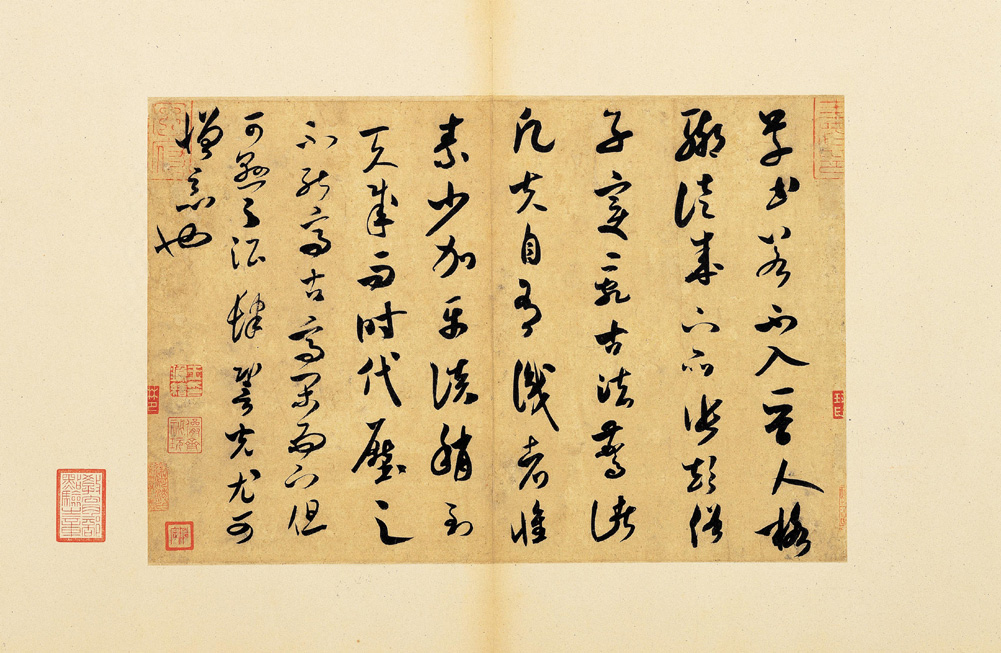
Calligraphie de Mi Fu
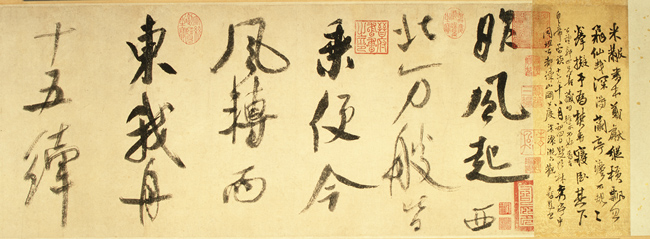
Poème dans le navire de Wuzi